# Tempietto del Volto Santo
Il Tempietto del Volto Santo è una edicola all'interno della cattedrale di Lucca. Eretto nel 1484 da Matteo Civitali (1436-1501), custodisce al suo interno il veneratissimo crocifisso detto Volto Santo di Lucca.

## Storia

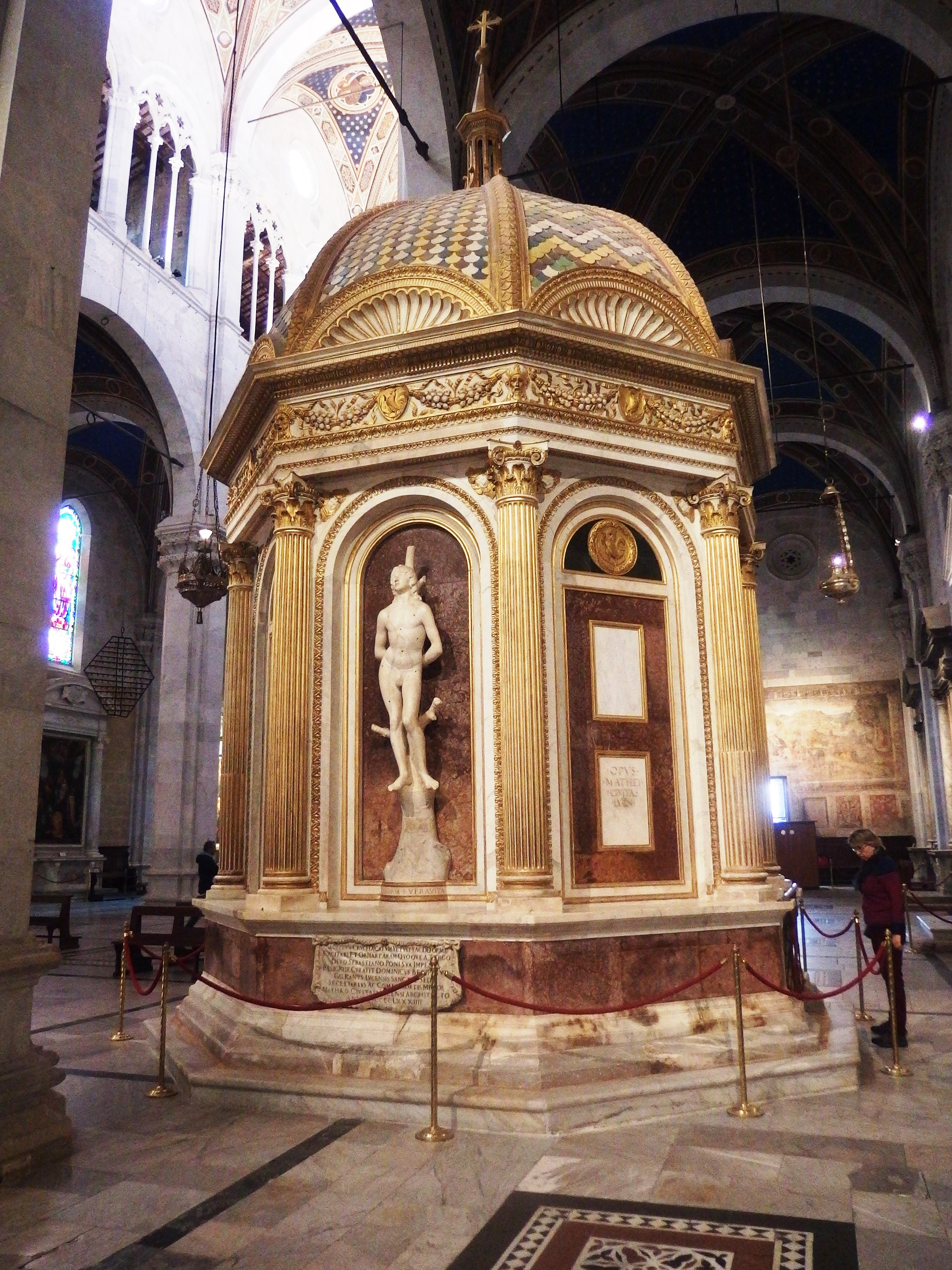
Tempietto del Volto Santo visto dal retro (lato est) con la statua di San Sebastiano

Fino al 1484 il crocifisso ligneo noto come Volto Santo di Lucca era custodito in una cappella laterale dedicata a San Sebastiano. Domenico Bertini, diplomatico, altissimo funzionario della corte Papale e mecenate, chiese la costruzione di un nuovo tempietto per la grande croce ed in tale occasione Matteo Civitali presentò un progetto piuttosto convenzionale, ispirato alle edicole di alcune chiese fiorentine. Aggiudicatosi il contratto, Civitali poté procedere con più calma alla stesura di un progetto alternativo secondo le sue aspirazioni, che fu sottoposto al finanziatore dei lavori e approvato. La proposta struttura, pur di dimensioni minori rispetto al progetto iniziale (presumibilmente per non innalzare troppo il costo già stabilito), fu accettata entusiasticamente dal committente, dal vescovo e dal clero della cattedrale. La spesa rimase contenuta in 750 ducati larghi, ma Civitali ottenne anche il possesso di un'abitazione in città. Il tempietto fu costruito nel 1484 e fu quasi completamente dorato in epoca barocca.
Gli edifici a pianta centrale erano uno dei temi più amati dagli architetti del Rinascimento, sulla scorta dei grandi esempi classici. Per quanto praticamente tutti gli architetti dell'epoca abbiano lasciato disegni di piante centrali da cui traspare il grandissimo fascino che il tema esercitava sui tecnici, appare chiaro che la committenza non era interessata ad un edificio del genere, la cui forma non si prestava ad usi pratici o alla liturgia. Infatti gli unici edifici sino allora realizzati che declinano il tema in qualche modo sono il triconco con cupola della Cattedrale di Santa Maria del Fiore, che è però saldato ad un tradizionale corpo basilicale, come è anche il caso della michelozziana tribuna della Basilica della Santissima Annunziata e la rotonda di Santa Maria degli Angeli, iniziata nel 1437 ma lasciata incompiuta alla morte del Brunelleschi.

## Descrizione
La costruzione si presenta come un recinto ottagonale in marmo policromo con aperture soltanto su tre degli otto lati, quelli rivolti ad est, nord e sud. Sugli otto spigoli si levano otto colonne rudentate su basi quadrate e sormontate da capitelli compositi. Questi inquadrano, sugli otto lati, aperture ad arco a tutto sesto, chiuse da grate in ferro battuto sui cinque lati rivolti ad Ovest-Nord-Sud e chiuse da specchiature di marmi policromi sui tre lati rivolti ad est. 
I capitelli sorreggono una tipica trabeazione nello stile del Civitali, un architrave suddivisa orizzontalmente in due da un sottile fregio ad ovoli e sormontata da un fregio continuo ornato da splendidi festoni di frutta legati con tenie, sostenuti agli angoli da mascheroni classicheggianti e al centro di ogni faccia da uno scudo con le armi del donatore. Al di sopra troviamo un altro cornicione aggettante di forme classiche. L'attacco dell'estradosso della cupola semisferica, coperta da squame multicolori e divisa da costoloni che continuano la partizione delle colonne, è mascherato da frontoni ad arco di cerchio, ornati da un motivo a conchiglia. A coronare il tutto, una lanterna di forme ancora tardogotiche, slanciata come un pinnacolo. Intorno alla sua base, ancora il motto del Bertini.

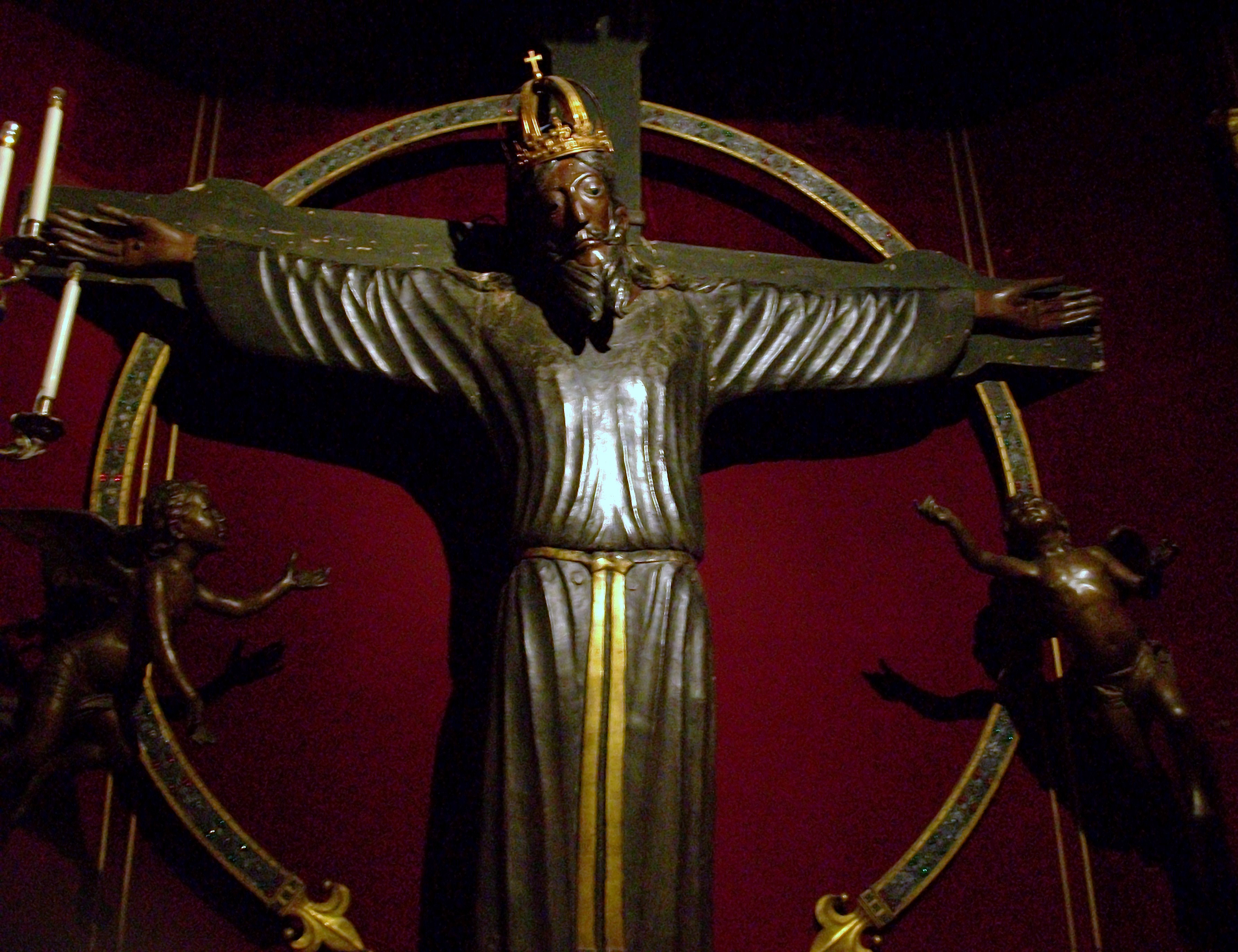
Il Volto Santo

Il lato est centrale chiuso ospita uno dei capolavori della scultura del Civitali, la statua in marmo di San Sebastiano, in ricordo della cappella di San Sebastiano demolita per far posto al tempietto. Sotto il tronco d'albero cui il santo è legato il motto del Bertini, UT VIVAM VERAM VITAM; al di sotto in un cartiglio-firma viene orgogliosamente ricordata la ricollocazione del volto santo e della immagine di san Sebastiano interamente a spese del Bertini, che si intitola segretario vaticano e conte, e per opera del Civitali.
Nella specchiatura chiusa immediatamente a sinistra è collocato un tondo in marmo con il ritratto del donatore e la data. In quella a destra, anch'essa chiusa, troviamo il suo stemma, il gallo che becca da una spiga, al di sotto un'altra firma dell'artefice.
Al centro della cappella, addossato sul lato est, troviamo la croce lignea di 2,24 per 2,65 metri, nota come Volto Santo di Lucca.